# Stadtarchiv Sulzbach-Rosenberg
Das Stadtarchiv Sulzbach-Rosenberg ist eines der ältesten Kommunalarchive der Oberpfalz. Es bewahrt die historische Überlieferung der Stadt Sulzbach-Rosenberg, welche vor allem die Archive der 1934 vereinigten der mit der Gemeinde Rosenberg vereinigten Residenzstadt Sulzbach (Oberpfalz) umfasst. Durch seine in Zusammenarbeit mit dem Stadtmuseum Sulzbach-Rosenberg betrieben Schriftenreihe, ist es auch eine angesehene Institution der historischen Forschung. Die ältesten Bestandsbildner des Stadtarchivs sind die im 14. Jahrhundert einsetzenden Urkunden sowie einige wenige Stadtbücher des 15. Jahrhunderts. Auch ein Teil der mittelalterlichen Überlieferung des Sulzbacher Spitals sowie der Stadtpfarrei finden sich im Stadtarchiv.

## Geschichte

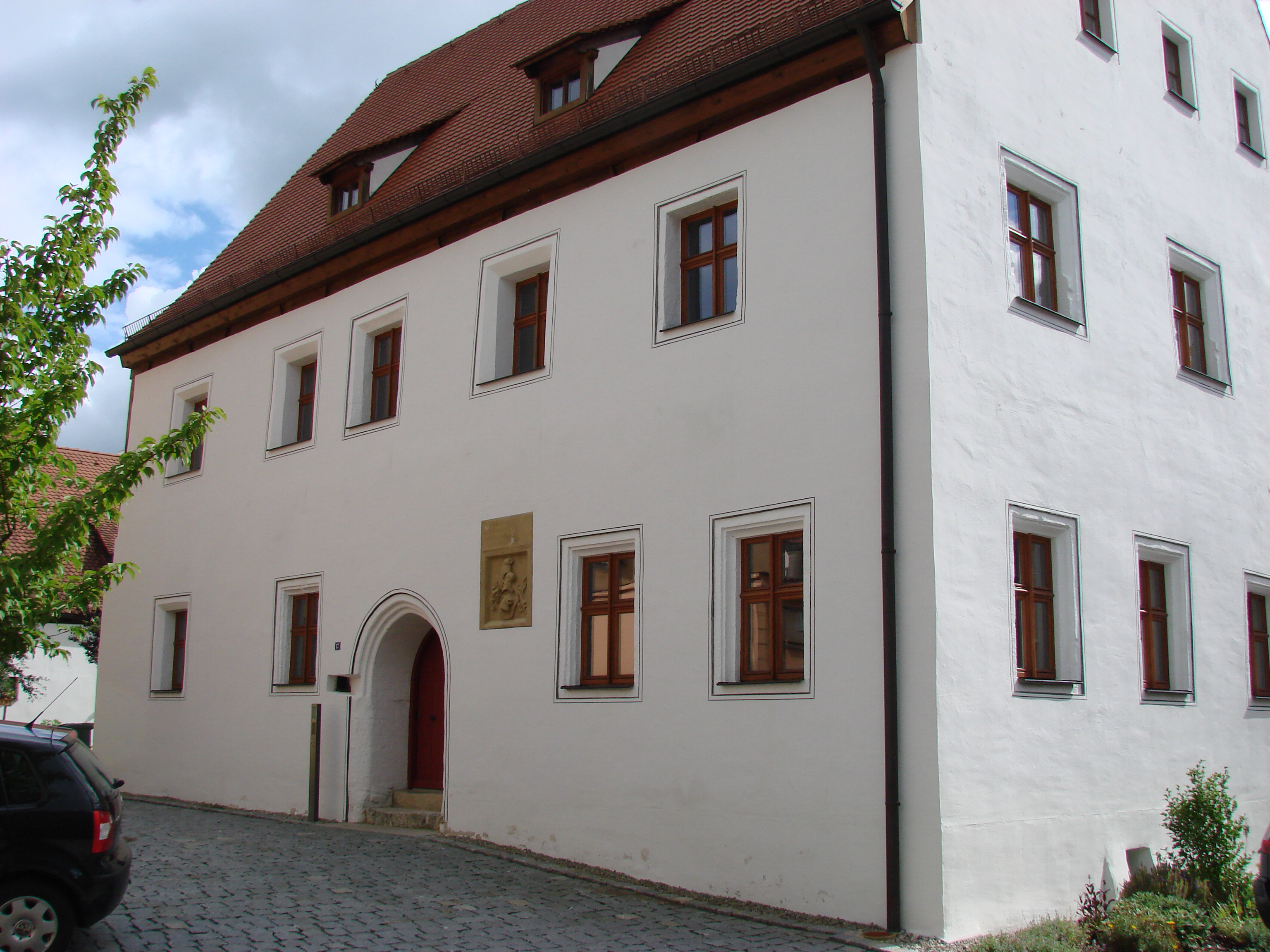
Heute ist das Stadtarchiv von Sulzbach-Rosenberg im historischen Egloffsteiner Palais aus dem 15. Jahrhundert untergebracht.

Die Ursprünge des Stadtarchivs von Sulzbach gehen bis in das späte Mittelalter zurück. Seine älteste original erhaltene Urkunde datiert auf das Jahr 1326. Ursprünglich war das Stadtarchiv u.a im Gotischen Rathaus von Sulzbach untergebracht. Seit 2007 befindet es sich im Egloffsteiner Palais (Sulzbach-Rosenberg).
Im Mittelalter dürften die städtischen Urkunden vom Stadtschreiber betreut worden sein. Seit dem 20. Jahrhundert wird das Sulzbach-Rosenberger Stadtarchiv von gelernten Archivaren betreut. Bis zum Jahr 2024 war Johannes Hartmann Stadtarchivar von Sulzbach-Rosenberg. Er tat sich neben der archivarischen Tätigkeit auch durch diverse stadtgeschichtliche und lokalgeschichtliche Studien hervor. Seit 2024 wird das Stadtarchiv von Jörg Fischer geleitet, welcher zuvor am Stadtarchiv des benachbarten Amberg tätig war.

## Bestände
Der älteste Bestand des Stadtarchivs sind seine Urkunden. Die erste erhaltene Urkunde datiert in das Jahr 1326. Die älteste abschriftlich erhaltene Urkunde auf das Jahr 1306. Insgesamt haben sich rund 400 Urkunden im Stadtarchiv erhalten. Die Amtsbücher und Stadtrechnungen setzen im Jahr 1520 ein, wobei beide Reihen zum Teil größere Lücken aufweisen. Das älteste erhaltene vermischte Stadtbuch der Stadt stammt aus dem 16. Jahrhundert und liegt im Archiv auch als von Stadtheimatpfleger Dr. Markus Lommer erarbeitetes Transkript vor. Neben Quellen der mittelalterlichen Stadtverwaltung finden sich im Stadtarchiv auch wenige handschriftliche Bände aus dem Mittelalter, welche ursprünglich aus dem städtischen Spital sowie aus dem Pfarreiarchiv von Sulzbach stammen müssen. Ein großer moderner, jedoch noch weitgehend unerschlossener Bestandbildner im Stadtarchiv ist das Firmenarchiv der Maxhütte (Sulzbach-Rosenberg). Dieses ist ein einmaliges Zeugnis der regionalen Montanindustrie im 19. und 20. Jahrhundert.
Weitere auf die Stadt bezügliche Überlieferungen finden sich noch immer im Pfarreiarchiv der katholischen Stadtpfarrei sowie im Staatsarchiv Amberg. Im Staatsarchiv finden sich sowohl Aufzeichnungen des städtischen Spitals als auch der Stadtverwaltung selbst.

## Publikationsreihe
In der gemeinsam von Stadtmuseum und Stadtarchiv Sulzbach-Rosenberg bespielten Schriftenreihe werden regelmäßig wichtige neue Forschungsergebnisse zur Stadt- und Regionalgeschichte publiziert. Für die Geschichte des Stadtarchivs Sulzbach-Rosenberg sind dabei von größerer Bedeutung:
- Ines Schmid: Die Sulzbacher Halsgerichtsordnung aus der zweiten Hälfte des 16. Jahrhunderts. Sulzbach-Rosenberg 1999. ISBN 3-9804497-5-0
- Johannes Hartmann (Hrsg.): Eisenerz und Morgenglanz: Geschichte der Stadt Sulzbach-Rosenberg. Bd. 1 & 2, Amberg 1999. ISBN 3-924350-66-3
- Franz-Dietrich Mayerhofer: Die Verfassung und Verwaltung der Stadt Sulzbach-Rosenberg bis zum Ausgang des 16. Jahrhunderts. Sulzbach-Rosenberg 2000. ISBN 3-9804497-7-7